# Warunkowe zawieszenie wykonania kary
Ten artykuł należy dopracować:

przedstawiono sytuację tylko z polskiej perspektywy – artykuł powinien być przekrojowy.
Pomóż go poprawić. Na stronie dyskusji mogą znajdywać się pomocne komentarze.
Warunkowe zawieszenie wykonania kary, warunkowe zawieszenie wykonania orzeczonej kary – jeden z przewidzianych w prawie karnym środków probacyjnych, polegający na wstrzymaniu realizacji orzeczonej represji prawnokarnej na ściśle oznaczony okres próby, którego przebieg decyduje, czy represja ta zostanie ostatecznie zastosowana.
Podstawową przesłanką do warunkowego zawieszenia kary jest przyjęcie przez sąd pozytywnej prognozy społeczno-kryminologicznej wobec sprawcy, który w czasie popełnienia przestępstwa nie był skazany na karę pozbawienia wolności oraz przekonanie, że kara w takiej postaci osiągnie cele oczekiwane wobec sprawcy, a w szczególności zapobiegnie powrotowi przez niego do przestępstwa.
W 2013 w Polsce karę w zawieszeniu orzeczono w 56% wyroków skazujących w I instancji wydanych przez sądy rejonowe. W krajach skandynawskich, Niemczech i Anglii odsetek kar w zawieszeniu nie przekracza kilkunastu procent. 
Z warunkowym zawieszeniem można orzec tak tylko karę pozbawienia wolności. Przy wymierzaniu kary pozbawienia wolności, Kodeks karny nakazuje orzec karę pozbawienia wolności w postaci bezwzględnej (bez warunkowego zawieszenia jej wykonania) tylko wtedy, gdy jest to bezwzględnie konieczne (gdy cele kary wobec sprawcy, a określone w art. 67 § 1 k.k.w. mogą zostać tylko osiągnięte w warunkach izolacji penitencjarnej).

## Granice zastosowania
Orzeczona kara pozbawienia wolności – co do zasady – nie może przekraczać jednego roku. W przypadku zastosowania instytucji nadzwyczajnego złagodzenia kary, sąd może warunkowo zawiesić wykonanie kary pozbawienia wolności do 5 lat.

## Warunki
Jeżeli skazany nie był wcześniej karany karą pozbawienia wolności i jest to wystarczające do osiągnięcia wobec sprawcy celów kary, a w szczególności zapobieżenia powrotowi do przestępstwa. Sąd bierze pod uwagę przede wszystkim postawę sprawcy, jego właściwości i warunki osobiste, dotychczasowy sposób życia oraz zachowanie się po popełnieniu przestępstwa.

## Okres próby
Zawieszenie wykonania kary następuje na okres próby, który biegnie od uprawomocnienia się orzeczenia i wynosi:
- od roku do 3 lat – w wypadku warunkowego zawieszenia wykonania kary pozbawienia wolności;
- od 2 do 5 lat – w wypadku warunkowego zawieszenia kary pozbawienia wolności wobec sprawcy młodocianego oraz sprawcy, który popełnił przestępstwo z użyciem przemocy na szkodę osoby wspólnie zamieszkującej;
- do 10 lat – w wypadku nadzwyczajnego złagodzenia kary pozbawienia wolności w wymiarze do 5 lat.

## Dozór
Dozór jest obowiązkowy wobec młodocianego sprawcy przestępstwa umyślnego, wobec wielokrotnego recydywisty i skazanego określonego w art. 65 § 1 k.k. a także wobec osoby, która dopuściła się przestępstwa w związku z zaburzeniami preferencji seksualnych i wobec sprawcy, który popełnił przestępstwo z użyciem przemocy na szkodę osoby wspólnie zamieszkującej (art. 73 § 2 k.k.)
Przy zawieszeniu wykonania kary pozbawienia wolności sąd może orzec także grzywnę w wysokości do 270 stawek dziennych, jeżeli jej wymierzenie na innej podstawie nie jest możliwe; ponadto może ustanowić dozór kuratora lub osoby godnej zaufania, stowarzyszenia, instytucji albo organizacji społecznej, do której należy troska o wychowanie, zapobieganie demoralizacji lub pomoc skazanym.

## Obowiązki
Zawieszając wykonanie kary sąd zobowiązuje, a jeśli stosuje również środek karny, może zobowiązać skazanego do:
- informowania sądu lub kuratora o przebiegu okresu próby,
- przeproszenia pokrzywdzonego,
- wykonywania ciążącego na nim obowiązku łożenia na utrzymanie innej osoby,
- wykonywania pracy zarobkowej, do nauki lub przygotowania się do zawodu,
- powstrzymania się od nadużywania alkoholu lub używania innych środków odurzających,
- poddania się terapii uzależnień,
- poddania się terapii, w szczególności psychoterapii lub psychoedukacji,
- uczestnictwa w oddziaływaniach korekcyjno-edukacyjnych,
- powstrzymania się od przebywania w określonych środowiskach lub miejscach,
- powstrzymywania się od kontaktowania się z pokrzywdzonym lub innymi osobami w określony sposób lub zbliżania się do pokrzywdzonego lub innych osób,
- opuszczenia lokalu zajmowanego wspólnie z pokrzywdzonym,
- innego stosownego postępowania w okresie próby, jeżeli może to zapobiec ponownemu popełnieniu przestępstwa,
- naprawienia szkody w całości lub w części, chyba że orzekł środek karny (w postaci obowiązku naprawienia szkody) albo do uiszczenia świadczenia pieniężnego na określony cel społeczny.

– przy czym orzeka się przynajmniej jeden z obowiązków.
Czas i sposób wykonania nałożonych obowiązków sąd określa po wysłuchaniu skazanego. Nadto nałożenie obowiązku poddania się terapii uzależnień i poddania się psychoterapii lub psychoedukacji wymaga zgody skazanego.

## Wykonanie kary
Obligatoryjne:
- jeżeli skazany w okresie próby popełnił podobne przestępstwo umyślne, za które orzeczono prawomocnie karę pozbawienia wolności,
- jeżeli skazany za przestępstwo popełnione z użyciem przemocy lub groźby bezprawnej wobec osoby najbliższej lub innej osoby małoletniej zamieszkujących wspólnie ze sprawcą w okresie próby rażąco narusza porządek prawny, ponownie używając przemocy lub groźby bezprawnej wobec osoby najbliższej lub innej osoby małoletniej zamieszkujących wspólnie ze sprawcą.
- jeżeli skazany uchyla się od uiszczenia grzywny, od dozoru, wykonania nałożonych obowiązków lub orzeczonych środków karnych, środków kompensacyjnych lub przepadku - w tym wypadku najpierw skazany musi zostać pisemnie upomniany przez zawodowego kuratora sądowego (art. 75 § 2 k.k.), a gdy mimo upomnienia skazany nadal nie przestrzega porządku prawnego, wówczas z mocy art. 75 § 2a k.k - sąd obligatoryjnie zarządza wykonanie kary pozbawienia wolności, chyba że przemawiają przeciwko temu szczególne względy

Fakultatywne:
- jeżeli skazany w okresie próby rażąco narusza porządek prawny, w szczególności gdy popełnił inne przestępstwo,
- jeżeli skazany uchyla się od uiszczenia grzywny, od dozoru, wykonania nałożonych obowiązków lub orzeczonych środków karnych, środków kompensacyjnych lub przepadku,
- jeżeli skazany po wydaniu wyroku, lecz przed jego uprawomocnieniem się, rażąco narusza porządek prawny, a w szczególności gdy w tym czasie popełni przestępstwo.

Zarządzając wykonanie kary w trybie fakultatywnym, sąd może skrócić orzeczoną karę, nie więcej jednak niż o połowę. Bierze się wtedy pod uwagę przebieg okresu próby oraz stopień wykonania nałożonych obowiązków.
Przed wydaniem postanowienia w przedmiocie zarządzenia wykonania zawieszonej kary, skazany lub jego obrońca powinien zostać wysłuchany, chyba że zachodzą okoliczności obligatoryjnego zarządzenia wykonania kary.

## Kara ograniczenia wolności w zamian za karę pozbawienia wolności
W sytuacji zaistnienia przesłanek do zarządzenia wykonania kary pozbawienia wolności sąd może zamiast zarządzenia kary, zamienić ją na karę ograniczenia wolności  w formie z obowiązkiem nieodpłatnej kontrolowanej pracy na cele społeczne (vide art. 75a k.k.) lub na grzywnę, przyjmując 1 dzień pozbawienia wolności jako 2 dni ograniczenia wolności lub 2 stawki dzienne grzywny - wyłącznie w przypadku wystąpienia przesłanek fakultatywnego zarządzenia wykonania kary pozbawienia wolności.

## Właściwość sądu
W sprawach związanych z wykonaniem orzeczenia o warunkowym zawieszeniu wykonania kary oraz w sprawie zarządzenia wykonania zawieszonej kary właściwy jest sąd, który w danej sprawie orzekał w pierwszej instancji, jednakże w stosunku do osoby skazanej przez sąd powszechny pozostającej pod dozorem właściwy jest sąd rejonowy, w którego okręgu dozór jest lub ma być wykonywany.
Zarządzenie wykonania kary nie może nastąpić później niż w ciągu 6 miesięcy od zakończenia próby. Przy czym w okresie tym również musi nastąpić uprawomocnienie się orzeczenia o zarządzeniu kary.

## Zatarcie skazania
Skazanie ulega zatarciu z mocy prawa z upływem roku (przed 1 października 2023 r. 6 miesięcy) od zakończenia próby. Jeżeli wobec skazanego orzeczono grzywnę lub środek kompensacyjny lub karny, zatarcie skazania nie może nastąpić przed ich wykonaniem, darowaniem albo przedawnieniem ich wykonania; nie dotyczy to środka kompensacyjnego w postaci obowiązku naprawienia szkody.